# أمازون إس 3
أمازون إس 3 (بالإنجليزية: Amazon S3 (Simple Storage Service))‏ هي خدمة تخزين ملفات وهي أحد خدمات أمازون ويب المقدمة من شركة أمازون التي بدأت بتقديم الخدمة في الولايات المتحدة في مارس 2006, وفي أوروبا في نوفمبر 2007. حيث تسعى هذه الخدمة لاستغلال القدرات التخزينية الهائلة الموجودة في مراكز بيانات الشركة وتوفيرها للعملاء بأسعار مقبولة وجودة عالية.
أعلنت شركة أمازون عن تخزين أكثر من ترليون شيء في يونيو 2012. وهو الذي كان 102 مليار في مارس 2010،  و 64 مليار في أغسطس 2009،  و 52 مليار في مارس 2009  و 29 مليار في أكتوبر 2008،  و 14 مليار في يناير 2008، و10 مليار في أكتوبر 2007، 
تتضمن خدمة أمازون إس 3 استضافة الويب، إستضافة صور، والتخزين لأنظمة النسخ الإحتياطي. وتعمل الخدمة شهرياً بنسبة تشغيل 99.99% بشكل مضمون  وهو يعادل توقف حوالي 43 دقيقة في الشهر.

## روابط خارجية
- الموقع الرسمي